# 905年
| 千纪： | 1千纪 |
| 世纪： | 9世纪 \| 10世纪 \| 11世纪                                                                                    |
| 年代： | 870年代 \| 880年代 \| 890年代 \| 900年代 \| 910年代 \| 920年代 \| 930年代                                    |
| 年份： | 900年 \| 901年 \| 902年 \| 903年 \| 904年 \| 905年 \| 906年 \| 907年 \| 908年 \| 909年 \| 910年              |
| 纪年： | 乙丑年（牛年）；唐（南吴）天祐二年；大長和安国四年；日本延喜五年；后百济正开五年；后高句丽武泰二年，圣册元年 |

## 大事记
- 朱全忠于九曲池杀害唐哀帝的全部兄弟九人。
- 白馬驛之禍，朱全忠在親信李振鼓動下，於滑州白馬驛（今河南滑縣境）一夕殺盡左僕射裴樞、新除清海軍節度使獨孤損、右僕射崔遠、吏部尚書陸扆、工部尚書王溥、守太保致仕趙崇、兵部侍郎王贊等「衣冠清流」三十餘人，投屍於河，唐朝政府残存的基本力量被进一步消除。
- 南吳烈宗楊渥（僅稱弘农郡王）繼位。
- 靜海節度使獨孤損被貶職，流放到海南島，曲承裕受到當地人支持，自稱靜海節度使、同平章事，以治理安南，成為越南實際自治的開始。
- 埃及突倫王朝被阿拔斯王朝征服。

## 逝世
- 李𥙿
- 南吳太祖楊行密